# Seznam dílů seriálu Clarence
Clarence je americký dobrodružný animovaný seriál pro děti, vysílaný v letech 2014–2018 na stanici Cartoon Network. V Česku jej od 2. listopadu 2017 uváděl kanál ČT :D.

## Přehled řad
| Řada | Díly | Premiéra v USA | Premiéra v USA  | Premiéra v ČR     | Premiéra v ČR  |
| Řada | Díly | První díl      | Poslední díl    | První díl         | Poslední díl   |
| ---- | ---- | -------------- | --------------- | ----------------- | -------------- |
| 1    | 51   | 14. dubna 2014 | 27. října 2015  | 2. listopadu 2017 | 14. února 2018 |
| 2    | 39   | 18. ledna 2016 | 3. února 2017   |                   |                |
| 3    | 40   | 10. února 2017 | 24. června 2018 |                   |                |

## První řada (2014–2015)
| Č. v seriálu | Č. v řadě | Původní název                | Český název                                      | Režie          | Scénář                       | Premiéra v USA     | Premiéra v ČR      | Produkční kód | Sledovanost (v mil. diváků) |
| --- | --------- | ---------------------------- | ------------------------------------------------ | -------------- | ---------------------------- | ------------------ | ------------------ | ------------- | --------------------------- |
| 1 | 1         | Fun Dungeon Face Off         | Souboj v Jeskyni her                             | Raymie Muzquiz | Skyler Page a Patrick Harpin | 14. dubna 2014     | 7. listopadu 2017  | 1037-003      | 2,26                        |
| Clarencova máma vezme odpoledne Clarence, Jeffa a Suma do jedné z restaurací řetězce Drsné kuře, jejíž součástí je i Jeskyně her. Když Clarence a Sumo seberou Jeffovy hranolky, je Jeff nucen postavit se svému strachu z bakterií a vydat se do na první pohled nehygienického herního zákoutí. |           |                              |                                                  |                |                              |                    |                    |               |                             |
| 2 | 2         | Pretty Great Day with a Girl | Bezvadnej den s holkou                           | Raymie Muzquiz | Skyler Page a Patrick Harpin | 14. dubna 2014     | 2. listopadu 2017  | 1037-001      | 2,26                        |
| Clarence a Amy, výjimečná dívka ze stejné ulice, se společně vydávají na výpravu za obřím bludným balvanem. |           |                              |                                                  |                |                              |                    |                    |               |                             |
| 3 | 3         | Money Broom Wizard           | Penězomet                                        | Raymie Muzquiz | Skyler Page a Patrick Harpin | 21. dubna 2014     | 6. listopadu 2017  | 1037-002      | 2,37                        |
| Podaří se Clarencovi, Jeffovi a Sumovi užít si herní automaty v „Pizza močálu“, když mají na útratu jediný dolar? Ano. |           |                              |                                                  |                |                              |                    |                    |               |                             |
| 4 | 4         | Lost in the Supermarket      | Ztracený v supermarketu                          | Raymie Muzquiz | Skyler Page a Patrick Harpin | 21. dubna 2014     | 9. listopadu 2017  | 1037-008      | 2,37                        |
| Při výpravě s mámou do supermarketu Clarence odhaluje, jaké dobrodružství může skrývat zboží v regálech i jaké úklady jsou obsažené ve slevových kupónech. A netýká se to jen uličky číslo 5. |           |                              |                                                  |                |                              |                    |                    |               |                             |
| 5 | 5         | Clarence's Millions          | Clarencovy miliony                               | Raymie Muzquiz | Skyler Page a Patrick Harpin | 28. dubna 2014     | 14. listopadu 2017 | 1037-010      | 2,10                        |
| Clarencovi dochází, že třídní systém odměňování dětí hvězdičkami některé z nich znevýhodňuje. Vytvoří proto vlastní měnu zvanou „Clarencovy dolary“. Nový systém odměňování v tu ránu ale obrací školu vzhůru nohama.                                                                             |           |                              |                                                  |                |                              |                    |                    |               |                             |
| 6 | 6         | Clarence Gets a Girlfriend   | Clarence má holku                                | Raymie Muzquiz | Skyler Page a Patrick Harpin | 5. května 2014     | 8. listopadu 2017  | 1037-005      | 1,92                        |
| Ashley, jedna z Clarencových spolužaček, pozve našeho hrdinu na rande a jemu dochází, že vlastně vůbec neví, jak se má chlapec chovat k dívce! Do problému tedy zapojí Suma a Jeffa a ti ho přemění v dokonalého gentlemana – právě včas před jeho velkým rande.                                  |           |                              |                                                  |                |                              |                    |                    |               |                             |
| 7 | 7         | Jeff's New Toy               | Jeffova nová hračka                              | Raymie Muzquiz | Spencer Rothbell             | 12. května 2014    | 20. listopadu 2017 | 1037-013      |                             |
| Jeff si šetří svou novou hračku, „Vrtulobotku“, a nevyndává ji ani z krabice. Clarence si s ní ale zoufale touží pohrát. A Sumo zůstal někde uprostřed. |           |                              |                                                  |                |                              |                    |                    |               |                             |
| 8 | 8         | Dinner Party                 | Tajemství půdy                                   | Raymie Muzquiz | Skyler Page a Patrick Harpin | 12. června 2014    | 5. prosince 2017   | 1037-004      |                             |
| Clarence je nucený jít s mámou na upjatou společenskou večeři. A musí tak vymyslet, jak vnést do situace alespoň trochu zábavy, aby se to dalo přežít. |           |                              |                                                  |                |                              |                    |                    |               |                             |
| 9 | 9         | Honk                         | Klakson                                          | Raymie Muzquiz | Mark Banker                  | 19. června 2014    | 21. listopadu 2017 | 1037-014      |                             |
| Clarence se ve snaze o zlepšení svých komunikačních schopností změní v klakson. A to je skutečně otravné. |           |                              |                                                  |                |                              |                    |                    |               |                             |
| 10 | 10        | Dollar Hunt                  | Hon za dolarem                                   | Raymie Muzquiz | Mark Banker                  | 26. června 2014    | 16. listopadu 2017 | 1037-012      |                             |
| Clarence pořádá „hon za dolarem“ - chce tak získat nové přátele. Vše se mu začne vymykat z rukou, když omylem zakope peníze, které mu máma dala na zakoupení občerstvení pro její čtenářský klub.                                                                                                 |           |                              |                                                  |                |                              |                    |                    |               |                             |
| 11 | 11        | Zoo                          | Zoo                                              | Raymie Muzquiz | Spencer Rothbell             | 3. července 2014   | 11. prosince 2017  | 1037-016      | 1,82                        |
| Během školního výletu do ZOO vytvoří Clarence a Belson nesourodou dvojici, která nakonec skončí nedobrovolně uvězněná uvnitř, po návštěvních hodinách. |           |                              |                                                  |                |                              |                    |                    |               |                             |
| 12 | 12        | Rise and Shine               | Krásné dobré jitro                               | Raymie Muzquiz | Mark Banker                  | 10. července 2014  | 12. prosince 2017  | 1037-017      |                             |
| Náhled do divokých, tajných dobrodružství, která Clarence podniká každý den ještě dřív, než většina z nás – včetně slunce – vstane. |           |                              |                                                  |                |                              |                    |                    |               |                             |
| 13 | 13        | Man of the House             | Pán domu                                         | Raymie Muzquiz | Mark Banker                  | 17. července 2014  | 22. listopadu 2017 | 1037-015      |                             |
| Clarence je sám doma v noci a baví se se svými přáteli. |           |                              |                                                  |                |                              |                    |                    |               |                             |
| 14 | 14        | Puddle Eyes                  | Oči plné bláta                                   | Raymie Muzquiz | Spencer Rothbell             | 24. července 2014  | 23. listopadu 2017 | 1037-018      | 1,95                        |
| Clarence měl v očích bláto a nemohl se zúčastnit testu zraku. |           |                              |                                                  |                |                              |                    |                    |               |                             |
| 15 | 15        | Dream Boat                   | Loď snů                                          | Raymie Muzquiz | Mark Banker                  | 31. července 2014  | 27. listopadu 2017 | 1037-020      |                             |
| Sumo se snaží splnit si svůj sen o stavbě lodi. |           |                              |                                                  |                |                              |                    |                    |               |                             |
| 16 | 16        | Slumber Party                | Party s přespáním                                | Raymie Muzquiz | Spencer Rothbell             | 7. srpna 2014      | 15. listopadu 2017 | 1037-011      | 1,65                        |
| Clarence usiluje o to stát se součástí holčičí přespávací akce. Sumo se tak ocitá sám s Jeffem, bez Clarence, který je vždycky doposud spojoval. |           |                              |                                                  |                |                              |                    |                    |               |                             |
| 17 | 17        | Nature Clarence              | Divoký Clarence                                  | Raymie Muzquiz | Spencer Rothbell             | 14. srpna 2014     | 13. prosince 2017  | 1037-019      | 1,75                        |
| Clarence a někteří jeho kamarádi jdou do pouště se špatným vedoucím. |           |                              |                                                  |                |                              |                    |                    |               |                             |
| 18 | 18        | Average Jeff                 | Průměrný Jeff                                    | Raymie Muzquiz | Spencer Rothbell             | 2. října 2014      | 29. listopadu 2017 | 1037-022      | 1,82                        |
| Jeff se dostane do osobní krize poté, co selhal IQ test. |           |                              |                                                  |                |                              |                    |                    |               |                             |
| 19 | 19        | Lizard Day Afternoon         | Odpoledne s ještěrkou                            | Raymie Muzquiz | Mark Banker                  | 9. října 2014      | 28. listopadu 2017 | 1037-021      | 1,80                        |
| Clarence a Sumo loví ještěrku a dostávají se tak k další nečekané odměně. Jeff mezitím zuřivě usiluje o to, aby si mohl zahrát skvělou novou Belsonovu hru. |           |                              |                                                  |                |                              |                    |                    |               |                             |
| 20 | 20        | The Forgotten                | Zapomenutí                                       | Raymie Muzquiz | Mark Banker                  | 16. října 2014     | 14. listopadu 2017 | 1037-009      | 2,29                        |
| Clarence a jeho spolužák Brady zapomněli na školu. |           |                              |                                                  |                |                              |                    |                    |               |                             |
| 21 | 21        | Neighborhood Grill           | Vítejte v Chechtobaru                            | Raymie Muzquiz | Spencer Rothbell             | 23. října 2014     | 7. prosince 2017   | 1037-006      | 1,47                        |
| Clarence vidí paní Bakerovou v restauraci a požaduje vysvětlení. |           |                              |                                                  |                |                              |                    |                    |               |                             |
| 22 | 22        | Belson's Sleepover           | Přespání u Belsona                               | Raymie Muzquiz | Patrick Harpin               | 30. října 2014     | 6. prosince 2017   | 1037-007      | 1,56                        |
| Clarence a někteří přátelé jsou pozváni k přespání k Belsonovi. |           |                              |                                                  |                |                              |                    |                    |               |                             |
| 23 | 23        | Too Gross for Comfort        | Až moc nechutný                                  | Raymie Muzquiz | Mark Banker                  | 6. listopadu 2014  | 14. prosince 2017  | 1037-023      | 1,63                        |
| Clarence a kamarádi se v doku na stromě snaží odradit Chelsea. |           |                              |                                                  |                |                              |                    |                    |               |                             |
| 24 | 24        | Pilot Expansion              | Jak to začalo                                    | Raymie Muzquiz | Skyler Page a Mark Banker    | 13. listopadu 2014 | 18. prosince 2017  | 1037-024      | 1,73                        |
| V budoucnosti Clarence, Jeff a Sumo vzpomínají, jak se setkali. |           |                              |                                                  |                |                              |                    |                    |               |                             |
| 25 | 25        | Patients                     | Pacienti                                         | Raymie Muzquiz | Mark Banker                  | 20. listopadu 2014 | 4. prosince 2017   | 1037-026      | 1,86                        |
| V čekárně se Clarence snaží získat sladkost. |           |                              |                                                  |                |                              |                    |                    |               |                             |
| 26 | 26        | Rough Riders Elementary      | Drsnokuřecí základka                             | Raymie Muzquiz | Spencer Rothbell             | 1. prosince 2014   | 30. listopadu 2017 | 1037-025      | 1,46                        |
| Restaurace rychlého občerstvení předělává Clarenceovu školu. |           |                              |                                                  |                |                              |                    |                    |               |                             |
| 27 | 27        | Nothing Ventured             | Známá firma                                      | Raymie Muzquiz | Mark Banker                  | 2. prosince 2014   | 4. ledna 2018      | 1037-028      | 1,40                        |
| Chad a Mel se snaží podnikat a Clarence a Sumo se jim snaží pomoci. |           |                              |                                                  |                |                              |                    |                    |               |                             |
| 28 | 28        | Bedside Manners              | V nemocnici                                      | Raymie Muzquiz | Mark Banker                  | 3. prosince 2014   | 3. ledna 2018      | 1037-027      | 1,41                        |
| Clarence jde navštívit Belsona v nemocnici. |           |                              |                                                  |                |                              |                    |                    |               |                             |
| 29 | 29        | Jeff Wins                    | Jeff vítězí                                      | Raymie Muzquiz | Spencer Rothbell             | 4. prosince 2014   | 9. ledna 2018      | 1037-030      | 1,55                        |
| Clarence pomáhá Jeffovi vyhrát soutěž ve vaření. |           |                              |                                                  |                |                              |                    |                    |               |                             |
| 30 | 30        | Suspended                    | Vyloučení                                        | Raymie Muzquiz | Spencer Rothbell             | 6. dubna 2015      | 10. ledna 2018     | 1037-031      | 1,49                        |
| Clarence a Sumo jsou vyloučeni ze školy. |           |                              |                                                  |                |                              |                    |                    |               |                             |
| 31 | 31        | Turtle Hats                  | Želví hučka                                      | Raymie Muzquiz | Katie Crown                  | 7. dubna 2015      | 16. ledna 2018     | 1037-034      | 1.44                        |
| Paní Bakerová zadává úkol, který je pro žáky složitý. |           |                              |                                                  |                |                              |                    |                    |               |                             |
| 32 | 32        | Goose Chase                  | S husou v patách                                 | Raymie Muzquiz | Katie Crown                  | 8. dubna 2015      | 17. ledna 2018     | 1037-035      | 1,53                        |
| Clarence je pronásledován husou v parku. |           |                              |                                                  |                |                              |                    |                    |               |                             |
| 33 | 33        | Goldfish Follies             | Clarencova groteska: Vylomeniny se zlatou rybkou | Raymie Muzquiz | Spencer Rothbell             | 9. dubna 2015      | 8. ledna 2018      | 1037-029      | 1,90                        |
| Clarence si musí vzít domů rybičky. |           |                              |                                                  |                |                              |                    |                    |               |                             |
| 34 | 34        | Chimney                      | Komín                                            | Raymie Muzquiz | Katie Crown                  | 10. dubna 2015     | 18. ledna 2018     | 1037-036      | 1,37                        |
| Clarence, Jeff a Sumo adoptují zbloudilého psa. |           |                              |                                                  |                |                              |                    |                    |               |                             |
| 35 | 35        | Straight Illin'              | Ošklivá nemoc                                    | Raymie Muzquiz | Spencer Rothbell             | 16. dubna 2018     | 15. ledna 2018     | 1037-033      | 1,40                        |
| Clarence onemocní po konzumaci 500 vajec. |           |                              |                                                  |                |                              |                    |                    |               |                             |
| 36 | 36        | Dust Buddies                 | Velký úklid                                      | Raymie Muzquiz | Katie Crown                  | 23. dubna 2015     | 11. ledna 2018     | 1037-032      | 1,43                        |
| Belson musí za trest uklidit svůj dům. |           |                              |                                                  |                |                              |                    |                    |               |                             |
| 37 | 37        | Hurricane Dilliss            | Tornádo Dilliss                                  | Raymie Muzquiz | Spencer Rothbell             | 30. dubna 2015     | 22. ledna 2018     | 1037-037      | 1,10                        |
| Maryina matka se stěhuje do Clarenceova domu. |           |                              |                                                  |                |                              |                    |                    |               |                             |
| 38 | 38        | Hoofin' It                   | Hon na prase                                     | Raymie Muzquiz | Katie Crown                  | 7. května 2015     | 25. ledna 2018     | 1037-040      | 1,63                        |
| Clarence se snaží zastavit každoroční hon na prase. |           |                              |                                                  |                |                              |                    |                    |               |                             |
| 39 | 39        | Detention                    | Na hanbě                                         | Raymie Muzquiz | Tony Infante                 | 14. května 2015    | 29. ledna 2018     | 1037-041      | 1,25                        |
| Clarence je poprvé za školou. |           |                              |                                                  |                |                              |                    |                    |               |                             |
| 40 | 40        | Hairence                     | Na brigádě                                       | Raymie Muzquiz | Spencer Rothbell             | 21. května 2015    | 24. ledna 2018     | 1037-039      | 1,46                        |
| Clarence pomáhá své matce v práci. |           |                              |                                                  |                |                              |                    |                    |               |                             |
| 41 | 41        | Lil' Buddy                   | Malý kamarád                                     | Raymie Muzquiz | Spencer Rothbell             | 20. července 2015  | 23. ledna 2018     | 1037-038      | 1,42                        |
| Clarence se dostane do problémů, protože si hraje s panenkou Li'l Buddy. |           |                              |                                                  |                |                              |                    |                    |               |                             |
| 42 | 42        | Chalmers Santiago            | Chalmers Santiago                                | Raymie Muzquiz | Spencer Rothbell             | 21. července 2015  | 31. ledna 2018     | 1037-043      | 1,56                        |
| Clarence se snaží hovořit se sousedem. |           |                              |                                                  |                |                              |                    |                    |               |                             |
| 43 | 43        | Tuckered Boys                | Ponocníci                                        | Raymie Muzquiz | John Bailey Owen             | 22. července 2015  | 1. února 2018      | 1037-044      | 1,36                        |
| Clarence a jeho přátelé se snaží zůstat vzhůru. |           |                              |                                                  |                |                              |                    |                    |               |                             |
| 44 | 44        | Water Park                   | Aquapark                                         | Raymie Muzquiz | Tony Infante                 | 23. července 2015  | 6. února 2018      | 1037-046      | 1,59                        |
| Clarence a jeho přátelé tráví den v aquaparku. |           |                              |                                                  |                |                              |                    |                    |               |                             |
| 45 | 45        | Where the Wild Chads Are     | Volání divočiny                                  | Raymie Muzquiz | Spencer Rothbell             | 24. července 2015  | 7. února 2018      | 1037-047      | 1,19                        |
| Clarence a Chad jdou kempovat. |           |                              |                                                  |                |                              |                    |                    |               |                             |
| 46 | 46        | Breehn Ho!                   | Pirát Breehn                                     | Raymie Muzquiz | Tony Infante                 | 6. srpna 2015      | 30. ledna 2018     | 1037-042      | 1,46                        |
| Clarence, Jeff, Sumo a Breehn hrají si hrají na piráty. |           |                              |                                                  |                |                              |                    |                    |               |                             |
| 47 | 47        | The Big Petey Pizza Problem  | Jak skoulet oslavu narozenin                     | Raymie Muzquiz | John Bailey Owen             | 13. srpna 2015     | 8. února 2018      | 1037-048      | 1,38                        |
| Jeff slaví své narozeniny na stejném místě jako jeho kamarád Gilben. |           |                              |                                                  |                |                              |                    |                    |               |                             |
| 48 | 48        | The Break Up                 | Rozchod                                          | Raymie Muzquiz | Tony Infante                 | 20. srpna 2015     | 12. února 2018     | 1037-049      | 1,57                        |
| Jeff a Sumo přestávají být přáteli. |           |                              |                                                  |                |                              |                    |                    |               |                             |
| 49 | 49        | In Dreams                    | Ve snu                                           | Raymie Muzquiz | Nelson Boles                 | 27. srpna 2015     | 13. února 2018     | 1037-050      | 1,17                        |
| Clarence zkoumá svět svých snů. |           |                              |                                                  |                |                              |                    |                    |               |                             |
| 50 | 50        | Balance                      | Balanc                                           | Raymie Muzquiz | Spencer Rothbell             | 3. září 2015       | 14. února 2018     | 1037-051      | 1,17                        |
| Do třídy přijde nové tajemné dítě. |           |                              |                                                  |                |                              |                    |                    |               |                             |
| 51 | 51        | Spooky Boo                   | Bububu                                           | Raymie Muzquiz | Tony Infante                 | 27. října 2015     | 5. února 2018      | 1037-045      | 1,24                        |
| Clarence a někteří přátelé prozkoumají možný strašidelný dům. |           |                              |                                                  |                |                              |                    |                    |               |                             |

## Druhá řada (2016–2017)
| Č. v seriálu                                                      | Č. v řadě | Původní název                            | Český název | Režie                  | Scénář                                | Premiéra v USA     | Premiéra v ČR | Produkční kód | Sledovanost (v mil. diváků) |
| ----------------------------------------------------------------- | --------- | ---------------------------------------- | ----------- | ---------------------- | ------------------------------------- | ------------------ | ------------- | ------------- | --------------------------- |
| 52                                                                | 1         | The Interrogation                        |             | David Ochs a Niki Yang | Spencer Rothbell                      | 18. ledna 2016     |               | 1037-052      | 1,35                        |
| Auto pana Reese někdo nabarví.                                    |           |                                          |             |                        |                                       |                    |               |               |                             |
| 53                                                                | 2         | Lost Playground                          |             | David Ochs a Niki Yang | Tony Infante                          | 18. ledna 2016     |               | 1037-058      | 1,25                        |
| Vybavení školního hřiště je odstraněno.                           |           |                                          |             |                        |                                       |                    |               |               |                             |
| 54                                                                | 3         | Bird Boy Man                             |             | David Ochs a Niki Yang | Tony Infante                          | 19. ledna 2016     |               | 1037-053      | 1,04                        |
| Sumo se stará o svého ptáka.                                      |           |                                          |             |                        |                                       |                    |               |               |                             |
| 55                                                                | 4         | Freedom Cactus                           |             | David Ochs a Niki Yang | Spencer Rothbell a Sam Kremers-Nedell | 20. ledna 2016     |               | 1037-056      | 1,10                        |
| Clarence vytvoří komiks.                                          |           |                                          |             |                        |                                       |                    |               |               |                             |
| 56                                                                | 5         | Plane Excited                            |             | David Ochs a Niki Yang | Sam Kremers-Nedell                    | 21. ledna 2016     |               | 1037-054      | 1,06                        |
| Chad se bojí cestovat letadlem.                                   |           |                                          |             |                        |                                       |                    |               |               |                             |
| 57                                                                | 6         | Escape from Beyond the Cosmic            |             | David Ochs a Niki Yang | Tony Infante                          | 22. ledna 2016     |               | 1037-057      | 1,29                        |
| Jeff je posedlý videohrou.                                        |           |                                          |             |                        |                                       |                    |               |               |                             |
| 58                                                                | 7         | Ren Faire                                |             | David Ochs a Niki Yang | Tony Infante                          | 28. ledna 2016     |               | 1037-055      | 0,98                        |
| Clarence a jeho přátelé jdou na středověký trh.                   |           |                                          |             |                        |                                       |                    |               |               |                             |
| 59                                                                | 8         | Time Crimes                              |             | David Ochs a Niki Yang | Sam Kremers-Nedell                    | 4. února 2016      |               | 1037-059      | 1,11                        |
| Clarence najde "magické" hodinky.                                 |           |                                          |             |                        |                                       |                    |               |               |                             |
| 60                                                                | 9         | Saturday School                          |             | David Ochs a Niki Yang | Tony Infante                          | 11. února 2016     |               | 1037-060      | 1,06                        |
| Clarence a jeho přátelé uklidí školu.                             |           |                                          |             |                        |                                       |                    |               |               |                             |
| 61                                                                | 10        | Attack the Block Party                   |             | David Ochs a Niki Yang | Sam Kremers-Nedell                    | 18. února 2016     |               | 1037-061      | 1,11                        |
| Clarence a jeho přátelé zkoumají mimozemšťany.                    |           |                                          |             |                        |                                       |                    |               |               |                             |
| 62                                                                | 11        | Field Trippin'                           |             | David Ochs a Niki Yang | Tony Infante                          | 25. února 2016     |               | 1037-062      | 0,98                        |
| Clarence nastoupí do špatného školního autobusu.                  |           |                                          |             |                        |                                       |                    |               |               |                             |
| 63                                                                | 12        | Ice Cream Hunt                           |             | David Ochs a Niki Yang | Sam Kremers-Nedell                    | 3. března 2016     |               | 1037-063      | 1,18                        |
| Starý muž vezme Clarence a jeho přátele, aby si koupili zmrzlinu. |           |                                          |             |                        |                                       |                    |               |               |                             |
| 64                                                                | 13        | Company Man                              |             | David Ochs a Niki Yang | Nick Cron-DeVico                      | 10. března 2016    |               | 1037-064      | 0,91                        |
| Clarence vstupuje do firmy.                                       |           |                                          |             |                        |                                       |                    |               |               |                             |
| 65                                                                | 14        | Stump Brothers                           |             | David Ochs a Niki Yang | Sam Kremers-Nedell                    | 17. března 2016    |               | 1037-065      | 1,31                        |
| Sumo a jeho bratr bojují.                                         |           |                                          |             |                        |                                       |                    |               |               |                             |
| 66                                                                | 15        | The Tails of Mardrynia                   |             | David Ochs a Niki Yang | Tony Infante                          | 25. března 2016    |               | 1037-067      | 1,05                        |
| Clarence pozve Percyho do svého domu.                             |           |                                          |             |                        |                                       |                    |               |               |                             |
| 67                                                                | 16        | Clarence Wendle and the Eye of Coogan    |             | David Ochs a Niki Yang | Tony Infante                          | 25. března 2016    |               | 1037-069      | 1,05                        |
| Clarence a někteří přátelé hledají poklad.                        |           |                                          |             |                        |                                       |                    |               |               |                             |
| 68                                                                | 17        | Sneaky Peeky                             |             | David Ochs a Niki Yang | Tony Infante                          | 29. března 2016    |               | 1037-066      | 0,99                        |
| Clarence a jeho přátelé ukradnou kotouč s filmovým pásem.         |           |                                          |             |                        |                                       |                    |               |               |                             |
| 69                                                                | 18        | Game Show                                |             | David Ochs a Niki Yang | Sam Kremers-Nedell                    | 21. dubna 2016     |               | 1037-068      | 1,01                        |
| Clarence najde Breehna v obchoďáku.                               |           |                                          |             |                        |                                       |                    |               |               |                             |
| 70                                                                | 19        | Skater Sumo                              |             | David Ochs a Niki Yang | Sam Kremers-Nedell                    | 28. dubna 2016     |               | 1037-070      | 1,36                        |
| Clarence a Sumo staví skateboardy.                                |           |                                          |             |                        |                                       |                    |               |               |                             |
| 71                                                                | 20        | Mystery Girl                             |             | David Ochs a Niki Yang | Tony Infante                          | 5. května 2016     |               | 1037-071      | 0,97                        |
| Clarence se setká s novou kamarádkou.                             |           |                                          |             |                        |                                       |                    |               |               |                             |
| 72                                                                | 21        | The Substitute                           |             | David Ochs a Niki Yang | Sam Kremers-Nedell                    | 12. května 2016    |               | 1037-072      | 1,09                        |
| Paní Bakerová si vezme den volna.                                 |           |                                          |             |                        |                                       |                    |               |               |                             |
| 73                                                                | 22        | Classroom                                |             | David Ochs a Niki Yang | Tony Infante                          | 19. května 2016    |               | 1037-073      | 1,09                        |
| Jeden den ve třídě paní Bakerové.                                 |           |                                          |             |                        |                                       |                    |               |               |                             |
| 74                                                                | 23        | Dullance                                 |             | David Ochs a Niki Yang | Tony Infante                          | 26. května 2016    |               | 1037-074      | 1,07                        |
| Clarence se snaží své přátele ignorovat.                          |           |                                          |             |                        |                                       |                    |               |               |                             |
| 75                                                                | 24        | Jeff's Secret                            |             | David Ochs a Niki Yang | Sam Kremers-Nedell                    | 2. června 2016     |               | 1037-075      | 1,38                        |
| Jeff odhaluje tajemství.                                          |           |                                          |             |                        |                                       |                    |               |               |                             |
| 76                                                                | 25        | Space Race                               |             | David Ochs a Niki Yang | Alan Hanson                           | 9. června 2016     |               | 1037-076      | 1,13                        |
| Studenti staví raketu.                                            |           |                                          |             |                        |                                       |                    |               |               |                             |
| 77                                                                | 26        | Plant Daddies                            |             | David Ochs a Niki Yang | Tony Infante                          | 16. června 2016    |               | 1037-077      | 1,32                        |
| Studenti se starají o rostliny.                                   |           |                                          |             |                        |                                       |                    |               |               |                             |
| 78                                                                | 27        | Bucky and the Howl                       |             | David Ochs a Niki Yang | Tony Infante                          | 23. června 2016    |               | 1037-078      | 1,29                        |
| Sumo začne hrát v muzikálu.                                       |           |                                          |             |                        |                                       |                    |               |               |                             |
| 79                                                                | 28        | Worm Bin                                 |             | David Ochs a Niki Yang | Sam Kremers-Nedell                    | 1. listopadu 2016  |               | 1037-079      | 0,77                        |
| Jeff se musí vypořádat se žížalami.                               |           |                                          |             |                        |                                       |                    |               |               |                             |
| 80                                                                | 29        | Clarence and Sumo's Rexcellent Adventure |             | David Ochs a Niki Yang | Ben Mekler                            | 2. listopadu 2016  |               | 1037-080      | 0,85                        |
| Clarence si myslí, že Sumo šel do vězení.                         |           |                                          |             |                        |                                       |                    |               |               |                             |
| 81                                                                | 30        | Birthday                                 |             | David Ochs a Niki Yang | Tony Infante                          | 3. listopadu 2016  |               | 1037-081      | 0,86                        |
| Clarence pořádá narozeninovou oslavu.                             |           |                                          |             |                        |                                       |                    |               |               |                             |
| 82                                                                | 31        | Tree of Life                             |             | David Ochs a Niki Yang | Joe Tracz                             | 4. listopadu 2016  |               | 1037-082      | 0,89                        |
| Clarence a jeho přátelé vyšplhají na strom.                       |           |                                          |             |                        |                                       |                    |               |               |                             |
| 83–84                                                             | 32–33     | Capture the Flag                         |             | David Ochs a Niki Yang | Tony Infante                          | 14. listopadu 2016 |               | 1037-085-86   | 1,06                        |
| Děti ze sousedství hrají vlajkovou.                               |           |                                          |             |                        |                                       |                    |               |               |                             |
| 85                                                                | 34        | Cloris                                   |             | David Ochs a Niki Yang | Ben Mekler                            | 15. listopadu 2016 |               | 1037-089      | 0,92                        |
| Clarence doprovází Jeffa, aby navštívil svou babičku.             |           |                                          |             |                        |                                       |                    |               |               |                             |
| 86                                                                | 35        | Fishing Trip                             |             | David Ochs a Niki Yang | Sam Kremers-Nedell                    | 16. listopadu 2016 |               | 1037-088      | 0,84                        |
| Mel vezme děti na ryby.                                           |           |                                          |             |                        |                                       |                    |               |               |                             |
| 87                                                                | 36        | Belson's Backpack                        |             | David Ochs a Niki Yang | Tony Infante                          | 17. listopadu 2016 |               | 1037-087      | 1,08                        |
| Clarence objeví kreativní Belsonovu stránku.                      |           |                                          |             |                        |                                       |                    |               |               |                             |
| 88                                                                | 37        | Motel                                    |             | David Ochs a Niki Yang | Sam Kremers-Nedell                    | 18. listopadu 2016 |               | 1037-084      | 1,00                        |
| Clarence, Mary a Chad musí zůstat v motelu.                       |           |                                          |             |                        |                                       |                    |               |               |                             |
| 89                                                                | 38        | Merry Moochmas                           |             | David Ochs a Niki Yang | Sam Kremers-Nedell                    | 1. prosince 2016   |               | 1037-083      | 1,00                        |
| Clarence chce na Vánoce vidět na Belsona.                         |           |                                          |             |                        |                                       |                    |               |               |                             |
| 90                                                                | 39        | Pizza Hero                               |             | David Ochs a Niki Yang | Nick Cron-DeVico                      | 3. února 2017      |               | 1037-090      | 0,93                        |
| Konec školního roku.                                              |           |                                          |             |                        |                                       |                    |               |               |                             |

## Třetí řada (2017–2018)
| Č. v seriálu                                                                | Č. v řadě | Původní název                                     | Český název | Režie                                         | Scénář             | Premiéra v USA     | Premiéra v ČR | Produkční kód | Sledovanost (v mil. diváků) |
| --------------------------------------------------------------------------- | --------- | ------------------------------------------------- | ----------- | --------------------------------------------- | ------------------ | ------------------ | ------------- | ------------- | --------------------------- |
| 91                                                                          | 1         | Sumo Goes West                                    |             | David Ochs, Niki Yang a Vitaliy Strokous      | Tony Infante       | 10. února 2017     |               | 1037-091      | 0,95                        |
| Sumo musí změnit školu, Clarence je nešťastný.                              |           |                                                   |             |                                               |                    |                    |               |               |                             |
| 92                                                                          | 2         | Valentimes                                        |             | David Ochs, Niki Yang a Vitaliy Strokous      | Tony Infante       | 10. února 2017     |               | 1037-096      | 0,95                        |
| Clarence pomáhá paní Bakerové najít milence.                                |           |                                                   |             |                                               |                    |                    |               |               |                             |
| 93                                                                          | 3         | Clarence for President                            |             | David Ochs, Niki Yang a Vitaliy Strokous      | Sam Kremers-Nedell | 24. února 2017     |               | 1037-095      | 0,85                        |
| Clarence chce být zvolen prezidentem třídy.                                 |           |                                                   |             |                                               |                    |                    |               |               |                             |
| 94                                                                          | 4         | Rock Show                                         |             | David Ochs, Niki Yang a Vitaliy Strokous      | Tony Infante       | 24. února 2017     |               | 1037-093      | 0,85                        |
| Chad a jeho přátelé mají koncert.                                           |           |                                                   |             |                                               |                    |                    |               |               |                             |
| 95                                                                          | 5         | The Phantom Clarence                              |             | Vitaliy Strokous a Niki Yang                  | Tony Infante       | 5. června 2017     |               | 1037-106      | 0,96                        |
| Clarence chce se svými kamarády doma přespat.                               |           |                                                   |             |                                               |                    |                    |               |               |                             |
| 96                                                                          | 6         | Jeffery Wendle                                    |             | Vitaliy Strokous a Niki Yang                  | Kelsy Abbott       | 5. června 2017     |               | 1037-107      | 0,96                        |
| Clarence zmizí ze svého domu.                                               |           |                                                   |             |                                               |                    |                    |               |               |                             |
| 97                                                                          | 7         | Badgers & Bunkers                                 |             | Vitaliy Strokous a Niki Yang                  | Sam Kremers-Nedell | 5. června 2017     |               | 1037-108      | 0,96                        |
| Sumo a jeho rodina jsou zamčeni v bunkru.                                   |           |                                                   |             |                                               |                    |                    |               |               |                             |
| 98                                                                          | 8         | Dingus & McNobrain                                |             | Vitaliy Strokous a Niki Yang                  | Tony Infante       | 5. června 2017     |               | 1037-109      | 0,96                        |
| Pan Reese a Belson hledají paní Bakerovou.                                  |           |                                                   |             |                                               |                    |                    |               |               |                             |
| 99                                                                          | 9         | Bye Bye Baker                                     |             | Vitaliy Strokous a Niki Yang                  | Tony Infante       | 5. června 2017     |               | 1037-110      | 0,96                        |
| Clarence, paní Bakerová, Jeffova matka a pokladník jsou uvězněni v obchodě. |           |                                                   |             |                                               |                    |                    |               |               |                             |
| 100                                                                         | 10        | Flood Brothers                                    |             | Vitaliy Strokous a Niki Yang                  | Kelsy Abbot        | 5. června 2017     |               | 1037-111      | 0,96                        |
| Každý je v posilovně, aby se chránil před bouří.                            |           |                                                   |             |                                               |                    |                    |               |               |                             |
| 101                                                                         | 11        | Pool's Out for Summer                             |             | David Ochs, Niki Yang a Vitaliy Strokous      | Tony Infante       | 6. června 2017     |               | 1037-101      | 1,01                        |
| Clarence a jeho přátelé jdou do bazénu.                                     |           |                                                   |             |                                               |                    |                    |               |               |                             |
| 102                                                                         | 12        | Big Game                                          |             | Vitaliy Strokous a Niki Yang                  | Tony Infante       | 7. června 2017     |               | 1037-105      | 0,80                        |
| Clarence a Chad se chystají sledovat baseballový zápas.                     |           |                                                   |             |                                               |                    |                    |               |               |                             |
| 103                                                                         | 13        | The Boxcurse Children                             |             | Vitaliy Strokous a Niki Yang                  | Kelsy Abbott       | 8. června 2017     |               | 1037-112      | 0,98                        |
| Clarence, Jeff a Sumo najdou krabičku v říčce.                              |           |                                                   |             |                                               |                    |                    |               |               |                             |
| 104                                                                         | 14        | Karate Mom                                        |             | Vitaliy Strokous a Niki Yang                  | Tony Infante       | 12. června 2017    |               | 1037-102      | 0,97                        |
| Mary vezme Clarence do karate.                                              |           |                                                   |             |                                               |                    |                    |               |               |                             |
| 105                                                                         | 15        | Clarence Loves Shoopy                             |             | Vitaliy Strokous a Niki Yang                  | Sam Kremers-Nedell | 13. června 2017    |               | 1037-092      | 0,85                        |
| Clarence zjistí informace o životě paní Shoopové.                           |           |                                                   |             |                                               |                    |                    |               |               |                             |
| 106                                                                         | 16        | Public Radio                                      |             | Vitaliy Strokous a Niki Yang                  | Sam Kremers-Nedell | 14. června 2017    |               | 1037-103      | 0,86                        |
| Clarence a Jeff jdou do rádia.                                              |           |                                                   |             |                                               |                    |                    |               |               |                             |
| 107                                                                         | 17        | Chad and the Marathon                             |             | Vitaliy Strokous, Julia Vickerman a Niki Yang | Stephen P. Neary   | 15. června 2017    |               | 1037-113      | 0,93                        |
| Clarence trénuje Chada pro maraton.                                         |           |                                                   |             |                                               |                    |                    |               |               |                             |
| 108                                                                         | 18        | Officer Moody                                     |             | David Ochs, Niki Yang a Vitaliy Strokous      | Sam Kremers-Nedell | 19. června 2017    |               | 1037-097      | 1,02                        |
| Policista jde do školy.                                                     |           |                                                   |             |                                               |                    |                    |               |               |                             |
| 109                                                                         | 19        | Gilben's Different                                |             | David Ochs, Niki Yang a Vitaliy Strokous      | Tony Infante       | 20. června 2017    |               | 1037-098      | 0,95                        |
| Gilben vstoupí do puberty.                                                  |           |                                                   |             |                                               |                    |                    |               |               |                             |
| 110                                                                         | 20        | Cool Guy Clarence                                 |             | David Ochs, Niki Yang a Vitaliy Strokous      | Sam Kremers-Nedell | 21. června 2017    |               | 1037-099      | 0,83                        |
| Clarence mění svůj životní styl.                                            |           |                                                   |             |                                               |                    |                    |               |               |                             |
| 111                                                                         | 21        | Just Wait in the Car                              |             | David Ochs, Niki Yang a Vitaliy Strokous      | Sam Kremers-Nedell | 22. června 2017    |               | 1037-100      | 0,89                        |
| Clarence musí doprovázet na mnoha místech Mary.                             |           |                                                   |             |                                               |                    |                    |               |               |                             |
| 112                                                                         | 22        | Missing Cat                                       |             | David Ochs, Niki Yang a Vitaliy Strokous      | Sam Kremers-Nedell | 26. června 2017    |               | 1037-094      | 0,86                        |
| Chelseana kočka zmizí.                                                      |           |                                                   |             |                                               |                    |                    |               |               |                             |
| 113                                                                         | 23        | Big Trouble in Little Aberdale                    |             | David Ochs, Niki Yang a Vitaliy Strokous      | Sam Kremers-Nedell | 27. června 2017    |               | 1037-104      | 0,96                        |
| Clarence, Jeff a Sumo se zkamarádí s dívkou.                                |           |                                                   |             |                                               |                    |                    |               |               |                             |
| 114                                                                         | 24        | Dare Day                                          |             | Vitaliy Strokous, Julia Vickerman a Niki Yang | Sam Kremers-Nedell | 28. června 2017    |               | 1037-114      | 0,81                        |
| Clarence a Sumo splňují extrémní výzvy.                                     |           |                                                   |             |                                               |                    |                    |               |               |                             |
| 115                                                                         | 25        | The Trade                                         |             | Vitaliy Strokous, Julia Vickerman a Niki Yang | Tony Infante       | 29. června 2017    |               | 1037-115      | 1,04                        |
| Clarence musí získat zpět baseballovou kartu.                               |           |                                                   |             |                                               |                    |                    |               |               |                             |
| 116                                                                         | 26        | A Nightmare on Aberdale Street: Balance's Revenge |             | Vitaliy Strokous, Julia Vickerman a Niki Yang | Tony Infante       | 27. října 2017     |               | 1037-119      | 0,86                        |
| Clarence vstupuje do snů svých přátel.                                      |           |                                                   |             |                                               |                    |                    |               |               |                             |
| 117                                                                         | 27        | Chadsgiving                                       |             | Vitaliy Strokous, Julia Vickerman a Niki Yang | Kelsy Abbott       | 17. listopadu 2017 |               | 1037-123      | 0,69                        |
| Chad je nervózní z večeře díkůvzdání.                                       |           |                                                   |             |                                               |                    |                    |               |               |                             |
| 118                                                                         | 28        | A Sumoful Mind                                    |             | Vitaliy Strokous, Julia Vickerman a Niki Yang | Tony Infante       | 10. června 2018    |               | 1037-116      | 0,37                        |
| Sumo se stává intelektuálnějším.                                            |           |                                                   |             |                                               |                    |                    |               |               |                             |
| 119                                                                         | 29        | Animal Day                                        |             | Vitaliy Strokous, Julia Vickerman a Niki Yang | Sam Kremers-Nedell | 10. června 2018    |               | 1037-117      | 0,43                        |
| Clarence se rozhodne mít život "zvířete".                                   |           |                                                   |             |                                               |                    |                    |               |               |                             |
| 120                                                                         | 30        | The Tunnel                                        |             | Vitaliy Strokous, Julia Vickerman a Niki Yang | Vitaliy Strokous   | 10. června 2018    |               | 1037-118      | 0,34                        |
| Clarence náhodně hodí Belsonovu hru do kanalizace.                          |           |                                                   |             |                                               |                    |                    |               |               |                             |
| 121                                                                         | 31        | Talent Show                                       |             | Vitaliy Strokous, Julia Vickerman a Niki Yang | Kelsy Abbott       | 10. června 2018    |               | 1037-122      | 0,36                        |
| Clarence organizuje talentovou soutěž.                                      |           |                                                   |             |                                               |                    |                    |               |               |                             |
| 122                                                                         | 32        | RC Car                                            |             | Vitaliy Strokous, Julia Vickerman a Niki Yang | Tony Infante       | 10. června 2018    |               | 1037-127      | 0,39                        |
| Clarence dostane auto na dálkové ovládání.                                  |           |                                                   |             |                                               |                    |                    |               |               |                             |
| 123                                                                         | 33        | Dog King Clarence                                 |             | Vitaliy Strokous, Julia Vickerman a Niki Yang | Kelsy Abbott       | 17. června 2018    |               | 1037-120      | 0,56                        |
| Clarence se stará o Galeova psa.                                            |           |                                                   |             |                                               |                    |                    |               |               |                             |
| 124                                                                         | 34        | Trampoline                                        |             | Vitaliy Strokous, Julia Vickerman a Niki Yang | Kelsy Abbott       | 17. června 2018    |               | 1037-121      | 0,56                        |
| Mary koupí trampolínu.                                                      |           |                                                   |             |                                               |                    |                    |               |               |                             |
| 125                                                                         | 35        | Clarence the Movie                                |             | Vitaliy Strokous, Julia Vickerman a Niki Yang | Tony Infante       | 17. června 2018    |               | 1037-124      | 0,44                        |
| Clarence točí film.                                                         |           |                                                   |             |                                               |                    |                    |               |               |                             |
| 126                                                                         | 36        | Belson Gets a Girlfriend                          |             | Vitaliy Strokous, Julia Vickerman a Niki Yang | Tony Infante       | 17. června 2018    |               | 1037-125      | 0,44                        |
| Clarence pomáhá Belsonovi získat přítelkyni.                                |           |                                                   |             |                                               |                    |                    |               |               |                             |
| 127                                                                         | 37        | Brain TV                                          |             | Vitaliy Strokous, Julia Vickerman a Niki Yang | Tony Infante       | 17. června 2018    |               | 1037-128      | 0,39                        |
| Clarence je posedlý televizní show.                                         |           |                                                   |             |                                               |                    |                    |               |               |                             |
| 128                                                                         | 38        | Etiquette Clarence                                |             | Vitaliy Strokous, Julia Vickerman a Niki Yang | Kelsy Abbott       | 24. června 2018    |               | 1037-126      | 0,57                        |
| Clarence píše příběh.                                                       |           |                                                   |             |                                               |                    |                    |               |               |                             |
| 129                                                                         | 39        | Video Store                                       |             | Vitaliy Strokous, Julia Vickerman a Niki Yang | Spencer Rothbell   | 24. června 2018    |               | 1037-130      | 0,50                        |
| Clarence, Jeff a Sumo hledají film k půjčení.                               |           |                                                   |             |                                               |                    |                    |               |               |                             |
| 130                                                                         | 40        | Anywhere But Sumo                                 |             | Vitaliy Strokous, Julia Vickerman a Niki Yang | Tony Infante       | 24. června 2018    |               | 1037-129      | 0,50                        |
| Sumo se kamarádí s novými dětmi.                                            |           |                                                   |             |                                               |                    |                    |               |               |                             |